# حركة الجهاد والبناء
حركة الجهاد والبناء أو حركة حزب الله في العراق هو حزب سياسي عراقي إسلامي شيعي وجزء من التحالف الوطني. غير مرتبط بجماعة حزب الله اللبناني أو جماعات أخرى تستخدم الاسم.
ينشر الحزب في جريدة البينة ويقوده حسن الساري. كان في الاساس جزء من شبكة مناهضة لصدام بالخفاء. بخلاف الجماعات الأخرى المناهضة لصدام إذ بقيت في العراق، لم تذهب إلى إيران أو الغرب. لدى الحزب علاقة مقربة مع المجلس الأعلى الإسلامي العراقي.

## وصلات خارجية
- الموقع الرسمي